# Kibera

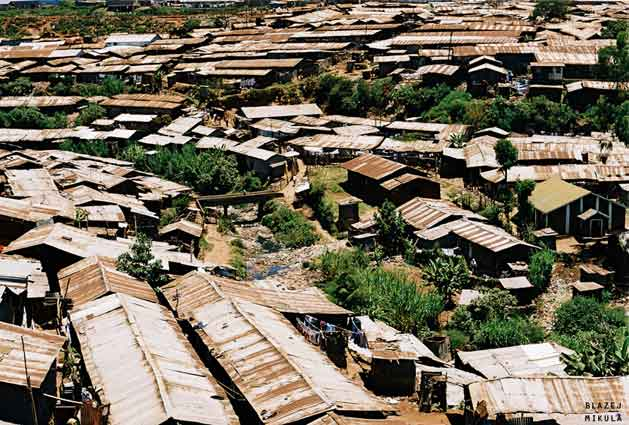
Kibera

Ligging van Kibera

Kibera (Nubisch voor bos of jungle) is een buurt en sloppenwijk in Nairobi, Kenia. Het is de grootste sloppenwijk van Nairobi en op een na grootste stedelijke sloppenwijk van Afrika.
Afhankelijk van welke aangrenzende gebieden worden meegerekend tot Kibera, wonen er tussen de 170.000 mensen en 1 miljoen mensen in de wijk.
Kibera ligt ongeveer 5 kilometer ten zuidwesten van het stadscentrum van Nairobi. In totaal beslaat de wijk een gebied van 2,5 vierkante kilometer, minder dan 1% van Nairobi’s totale oppervlak. Desondanks zou meer dan een kwart van de populatie van Nairobi in Kibera wonen. De bevolkingsdichtheid is dan ongeveer 2000 mensen per hectare.
De sloppenwijk is verdeeld in een aantal kleine buurtschappen, waaronder Kianda, Soweto, Gatwekera, Kisumu Ndogo, Lindi, Laini Saba, Siranga/Undugu, Makina en Mashimoni.

## Geschiedenis
Kibera ontstond als nederzetting in de bossen buiten Nairobi, toen Nubische soldaten die terugkeerden van hun dienst in de Eerste Wereldoorlog werden beloond met huizen in dit gebied. De Britten, die toen nog Kenia in handen hadden, stonden toe dat de nederzetting bleef groeien. In de loop der tijd vestigden zich ook niet-soldaten in het gebied.
Toen Kenia in 1963 onafhankelijk werd, verklaarde de overheid Kibera tot een onofficiële nederzetting. Desondanks bleven mensen er wonen. Tegen de jaren 70 verhuurden landeigenaren hun landgoed er zelfs tegen veel hogere prijzen dan de wet toestond. Deze hoge prijzen maakten dat veel mensen er niet konden wonen in officiële huizen, wat leidde tot de bouw van sloppenwoningen. Tegen 1974 hadden veel leden van de Kikuyu zich in Kibera gevestigd, en veel administratieve posities naar zich toegetrokken.
Momenteel wonen in Kibera mensen uit alle bevolkingsgroepen van Kenia. Het landgoed waar de sloppenwijk op staat is officieel nog altijd eigendom van de Keniaanse overheid, maar deze blijft weigeren de wijk te erkennen. Derhalve worden er door de overheid ook geen voorzieningen zoals scholen, ziekenhuizen, stromend water en elektriciteit aangelegd.
Op 16 september 2009 begon de Keniaanse overheid met een grote campagne om de inwoners van Kibera ergens anders te huisvesten.. Dit proces zal naar verwachting twee tot vijf jaar gaan duren. Het project wordt gesteund door de Verenigde Naties.

## Geografie en cultuur

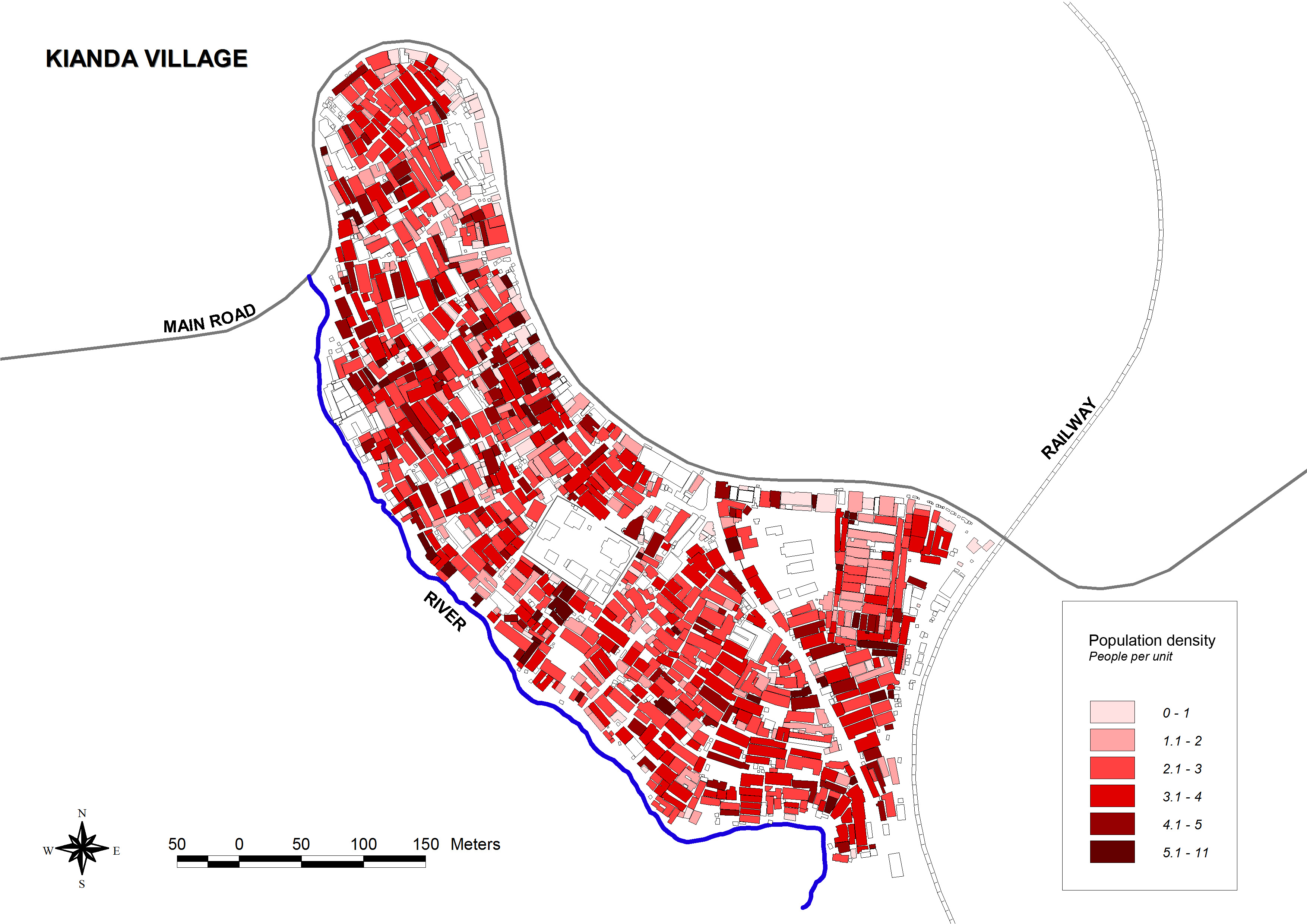
De bevolkingsdichtheid van Kianda, een van de subwijken van Kibera.

Kibera ligt in het zuidwesten van Nairobi. De zuidelijke grens van de wijk wordt grotendeels bepaald door de rivier Nairobi en de Nairobidam. Deze dam zorgt voor een stuwmeer, dat voor de inwoners van Kibera dient als drinkwatervoorziening.
De wijk kent een hoog misdaadcijfer, wat onder andere bij heeft gedragen aan de verarming. Ook is de grond van de wijk niet geschikt voor grote bouwwerken. Ten slotte ontbreekt het in de wijk aan een goed wegennet, waardoor veel huizen alleen te voet te bereiken zijn. De wegen die er wel zijn worden vaak gekenmerkt door carjacking en gevaarlijke verkeerssituaties. De Oeganda-spoorbaan loopt dwars door het centrum van de wijk. Kibera heeft een treinstation.
Kibera is zwaar vervuild door menselijke afval, stof en ander vuil.

## Kibera in de media
Kibera komt voor in
Fernando Meirelles' film The Constant Gardener, die is gebaseerd op het gelijknamige boek van John le Carré. De wijk wordt ook genoemd in de videoclip van
"World on Fire" door Sarah McLachlan.
Robert Neuwirth wijdt in zijn boek Shadow Cities een hoofdstuk aan Kibera. Michael Holmans roman Last Orders at Harrods speelt zich af in een fictieve versie van Kibera genaamd Kireba.
Kibera staat centraal in de korte film Kibera Kid, welke is opgenomen met een cast die geheel is gerekruteerd in Kibera. De film is wereldwijd op filmfestivals vertoond.